# اچ‌ام‌اس هکلا (ای۱۳۳)
اچ‌ام‌اس هکلا (ای۱۳۳) (به انگلیسی: HMS Hecla (A133)) یک کشتی بود که طول آن ۷۹ متر (۲۵۹ فوت ۲ اینچ) بود.